# Austropleuropholis
Austropleuropholis är ett utdött släkte av förhistoriska benfiskar som levde under äldre jura (Toarcian epoken).